# 스페인 정부

스페인 정부는 입헌군주제로서 스페인 헌법에 따라 정의된다. 1978년 개정 헌법으로 승인됐으며 헌법에 대한 최종적 판단에 대한 위헌 여부는 스페인 헌법재판소에서 의결한다.
의회로 알려진 3개의 주요 기관이 있으며 법적으로는 독립돼있다.:
- 하원(Congress of Deputies) : 관료정부를 구성하며 입법 개정을 알리고 주도한다.
- 상원 : 하원에서 제기된 법적 문제에 대해 좀 더 넓은 고려 및 제재 조건에 대한 의결
- 사법부 기관으로서 국내법 및 유럽연합의 법령에 대한 집행

- 국가 원수
  - 스페인 국왕은 헌법상 국가 원수로서 정치적인 역할을 한다. 관료를 임명할 수 있으며 재정 상황에 대한 보고서를 요구하고 스페인을 공식 석상에서 대표한다. 국군통수권자로서 1981년 2월 군부 쿠데타를 척결했다.
    - 현재 국왕 펠리페 6세는 1975년 11월 22일부터 국왕으로서 권리를 해오고 있으며 보통 왕실과 같이 혈연에 따라 계승된다. 2009년부로 성별에 상관 없이 국왕의 자리에 오를 수 있게 됐다.
    - 현재 강력한 계승후보는 왕자 펠리페로서 일부 공작들도 그에게 권리를 양도한 상태다.
    - 현재 국방부 참모총장은 공군 출신의 호세 훌리오 로드리게스 페르난데스가 맡고 있다.

- 정부의 수장
  - 스페인 수상
    - 내무부장관(Minister of Interior)

- 내각
  - 내각 회의(Consejo de Ministros)

## 로고
스페인 정부의 공식 로고이다. 통상 왼쪽에는 유럽연합과 스페인 국기를 함께 놓으며 스페인 국장을 자리하게 하고 검은 색 글씨로 스페인 정부(Gobierno de España)라는 표기를 쓴다. 스페인 정부가 쓰여진 로고 오른쪽에는 스페인 총리 관저인 라 몽클로아가 자리한다.

## 같이 보기
- 스페인의 총리 목록
- 스페인의 정치